# Museu del Suro de Palafrugell
El Museu del Suro de Palafrugell és una institució cultural nascuda el 1972 que té per missió adquirir, conservar, interpretar i posar en valor el patrimoni vertebrat a l'entorn del món del suro a Catalunya, en tant que configura un paisatge, una indústria, unes formes de vida i una identitat comunes. El Museu del Suro forma part de la Xarxa de Museus de la Costa Brava i de la Xarxa de Museus Locals de Catalunya, en la demarcació de Girona.
El primer objecte del Museu és el mateix edifici, una fàbrica modernista que conté els diversos espais expositius al voltant d'una petita sureda. L'exposició consta d'un audiovisual, un recorregut des del bosc fins al treball a la fàbrica per obtenir taps, discos, paper i aglomerat, un espai per experimentar i un espai de participació.

## Edifici

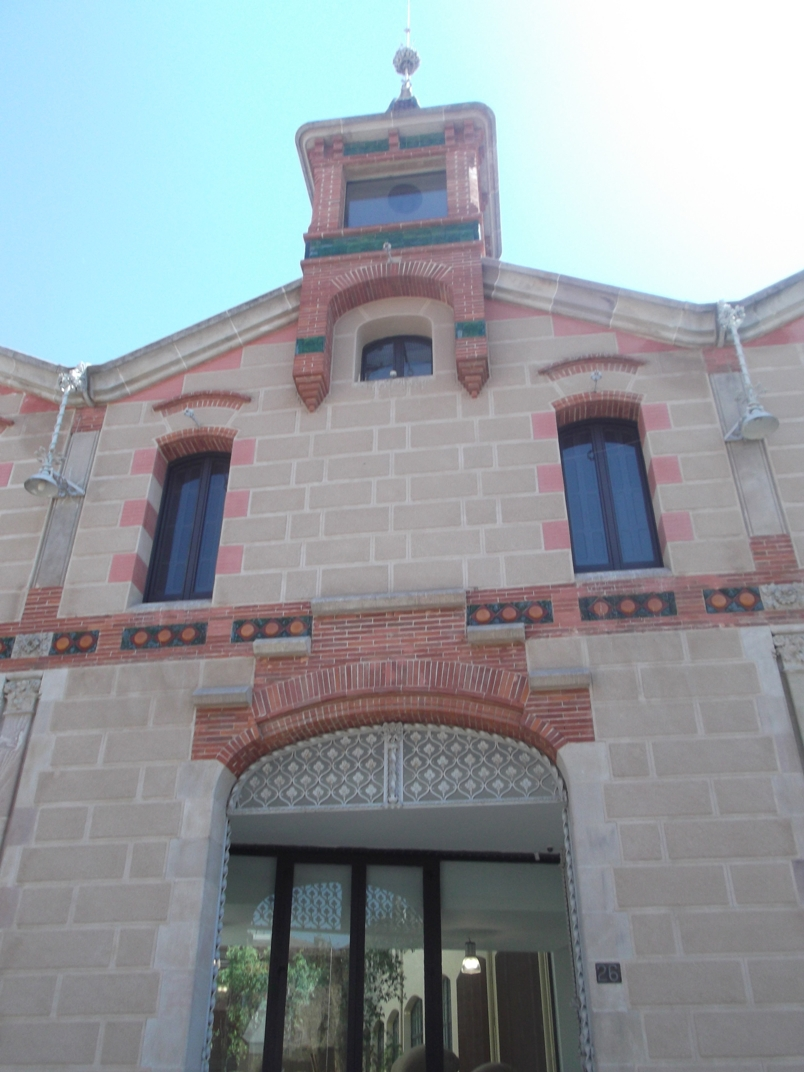
Façana de Can Mario, actual seu del Museu del Suro

Els serveis centrals del Museu s'articulen en tres espais principals a l'antiga fàbrica de Can Mario.

### Sales i espais
En el nou Museu les dues naus senceres es dediquen exclusivament a àrea pública: exposició permanent, exposicions temporals, tallers i auditori.
- Espai d'exposició permanent. S'ubica a part de la planta baixa (nau nord i pati central descobert) i per tota la primera planta (naus nord i sud). La seva superfície aproximada és de 1.250 metres quadrats.
- Espai Manufactures. Sala d'exposicions temporals de 240 metres quadrats ubicada a la planta baixa de la nau sud, a la banda de llevant, i al costat de l'auditori i dels tallers, equipada de manera molt flexible per poder acollir exposicions de diverses dimensions i amb requeriments de muntatge molt diferenciats.
- Mòdul d'acolliment. Construcció de nova planta realitzada entre els anys 2010 i 2011. Els materials dominants són el vidre i l'acer per diferenciar-se dels edificis patrimonials que l'envolten i subratllar-los. La seva funció principal és la d'acolliment de visitants i botiga del Museu del Suro.
- Espai Geminus. Aquest espai està dedicat als tallers i s'ubica al passadís de llevant entre les dues naus de la planta baixa. Pot acollir més de 30 persones i els seus usos es combinaran amb ofertes per a tota mena de públics.
- Auditori Miquel, Vincke & Meyer. L'auditori-sala d'audiovisuals s'ubica a la planta baixa de la nau sud, a l'extrem de ponent, al costat de l'Espai manufactures d'exposicions temporals. Té una capacitat per a 104 persones assegudes i estarà equipat amb sistemes de so, dades i projeccions audiovisuals.

## Història

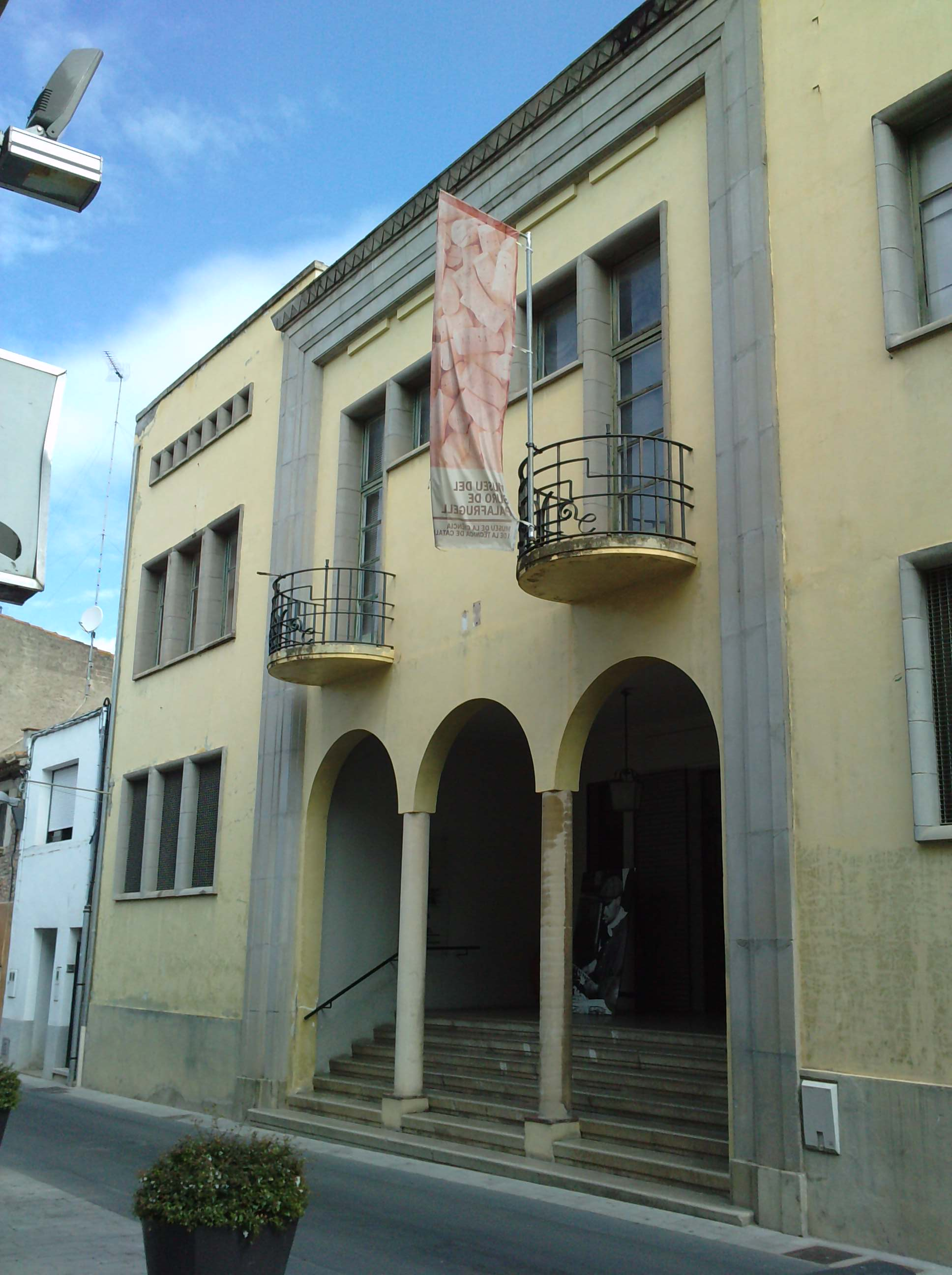
Antiga seu del Museu del Suro, al carrer Tarongeta

L'origen del Museu del Suro de Palafrugell s'ha de vincular a la figura de l'arqueòleg gironí Miquel Oliva i dels investigadors locals Joan Badia i Albert Recasens els quals fundaren el Museu de Palafrugell l'any 1972. Les primeres col·leccions, exposades a la Casa de la Cultura Josep Pla de Palafrugell, es crearen a partir de les prospeccions arqueològiques fetes a la zona i d'una primera col·lecció de material etnogràfic.
A partir de 1979, les instal·lacions es traslladen al centre cultural, anomenat Can Genís, on el museu inicia l'activitat creant els primers inventaris, les exposicions temporals i seguint amb diferents excavacions arqueològiques al territori. A inicis dels anys vuitanta la institució es divideix per crear l'actual arxiu de Palafrugell, començant així un moment de canvi per dotar al museu d'una especialització monogràfica que donaria resposta a l'interès que existia des de feia temps de vincular el museu amb la indústria suro tapera.
A partir del 1986, i amb la finalitat de projectar un museu especialitzat, es crearà la primera plaça de conservador i es farà l'encàrrec del projecte museològic tot iniciant una important política d'adquisicions. L'any 1987 es trasllada a l'antiga Biblioteca Popular i Escola d'Arts i Oficis del carrer de la Tarongeta, on l'any 1991 s'obren els primers espais de l'exposició permanent. El 1989 es va activar la relació amb el Museu Nacional de la Ciència i de la Tècnica de Catalunya que culminà amb la declaració, l'any 1995, del Museu del Suro de Palafrugell com a museu-secció de l'anterior. Finalment, el 1991, s'inauguren els primers espais d'exposició permanent a l'edifici del carrer de Tarongeta, un edifici d'estil racionalista construït el 1934 per Emili Blanch i Roig.
El 29 de juny de 2012 el Museu del Suro de Palafrugell va inaugurar una nova seu, ubicada a la fàbrica surera modernista de Can Mario, sent el museu més gran del món específic d'aquesta matèria.

## Col·lecció

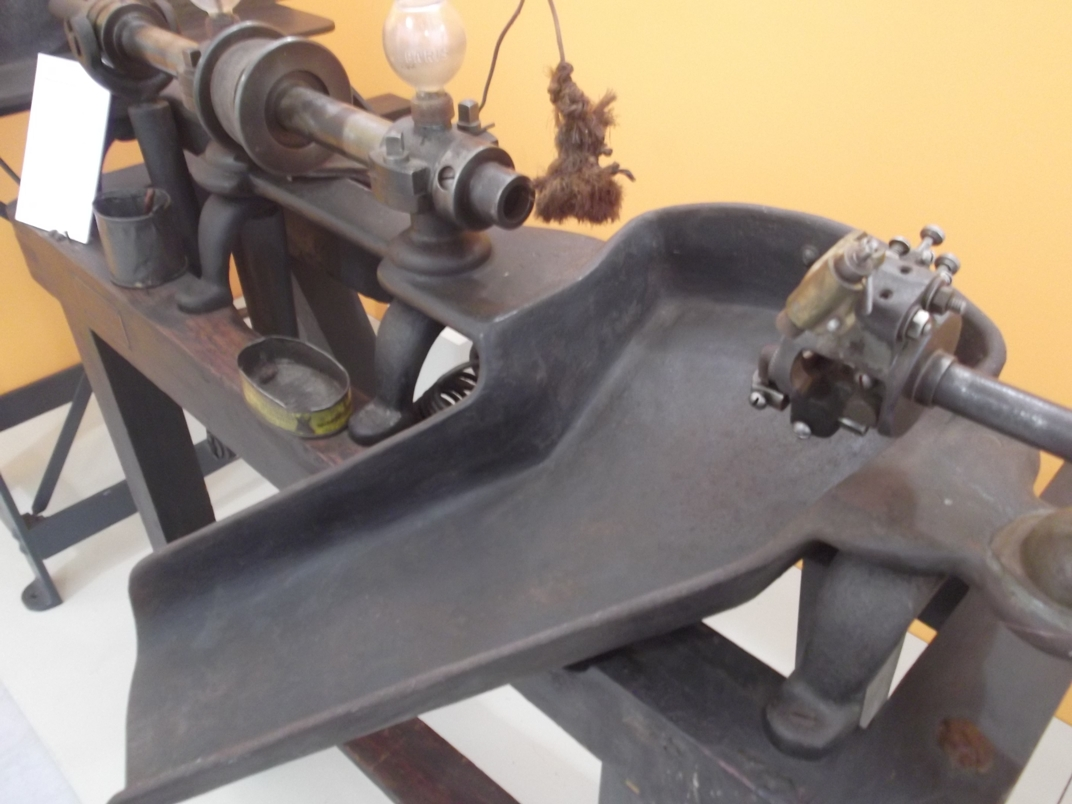
Màquina de barrina al Museu del Suro de Palafrugell

L'exposició provisional narra tot el procés de transformació del suro, tant abans com amb la industrialització. També fa un especial incís en el canvi que va suposar per a la vila i en la importància de les suredes.
Obres destacades:
- Màquina de barrina
- Màquina de ribot
- Màquina d'esmeril
- Penó de La Taponera
- Bandera de l'Ateneu Palafrugellenc
- Exemplar de suro d'El Quixot, primer llibre en suro (1907)
- Roda de bicicleta de suro, fragment de coberta de suro i plànols del projecte
- Colcho (1926)
- Urnes de votació procedents de l'antiga mútua La Previsió Obrera.

## Altres espais

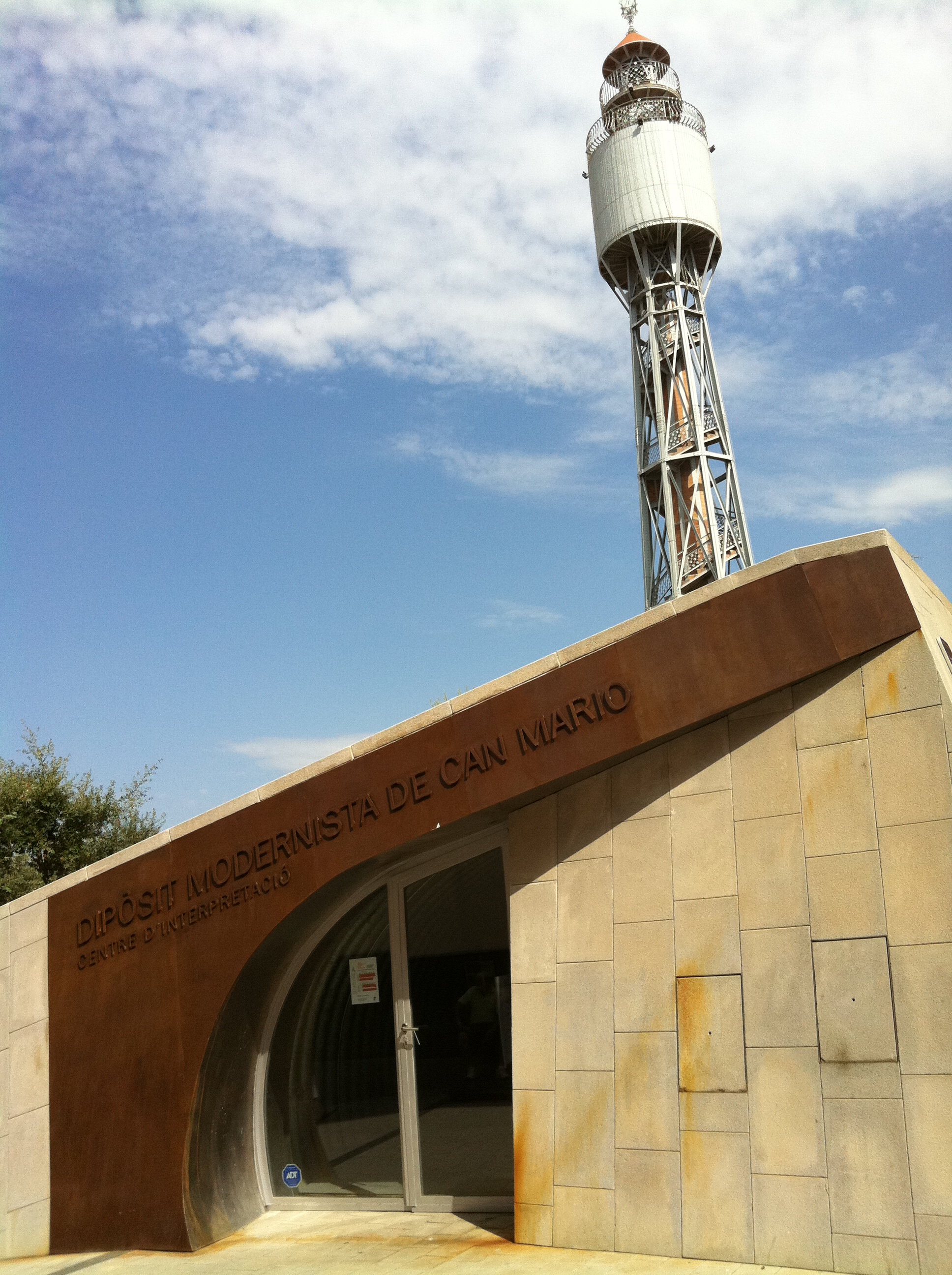
Dipòsit Modernista de Can Mario

El Museu del Suro gestiona, a més, el Centre d'Interpretació del Dipòsit Modernista de Can Mario i el Conjunt Monumental de Sant Sebastià de la Guarda. El dipòsit d'estil modernista de Can Mario garantia el subministrament i la pressió d'aigua a l'antiga fàbrica surera de Can Mario. Amb els anys s'ha convertit en un símbol identificador de Palafrugell i s'ha declarat Bé Cultural d'Interès Nacional.
Pel que fa al Conjunt Monumental de Sant Sebastià de la Guarda, s'hi pot visitar el jaciment ibèric recentment consolidat i senyalitzat, una torre de guaita, una ermita i hostatgeria del segle xviii i un far del segle xix.

## Serveis i activitats
El museu ofereix visites guiades, activitats educatives i visites tant al Centre d'Interpretació del Dipòsit Modernista de Can Mario com al Conjunt Monumental de Sant Sebastià de la Guarda. També destaca les rutes Quercus Suber, una ruta urbana audioguiada pel passat surer de Palafrugell, i la ruta Dones del Suro. Fins al 2010 va participar en la Festa de la Pela del Suro.

### Centre de Documentació
El Museu compta amb un fons de 6.200 objectes i un important centre de documentació surer (biblioteca/hemeroteca de 6.600 volums, arxiu documental i arxiu d'imatges...) que ha rebut més de 2.000 consultes.